# 羅伯特·馮·格萊姆
羅伯特·馮·格莱姆騎士（1892年6月22日—1945年5月24日），納粹德國空軍元帥，空軍总司令赫尔曼·戈林因为背叛被解除一切职务后，阿道夫·希特勒任命格莱姆继任空軍總司令，其亦为納粹德國空军最後一位空軍總司令，升任空軍總司令后被希特勒授予空軍元帥军衔，成为纳粹德国统治时期27位元帅之一。

## 生平

### 早年
1892年出生於巴伐利亞王國拜羅伊特，父親是巴伐利亞的警察隊長。格萊姆在1911年加入巴伐利亞陸軍，第一次世界大戰中作為一名砲兵參加西線的戰鬥，直到1915年轉入德國航空隊。

### 第一次世界大戰

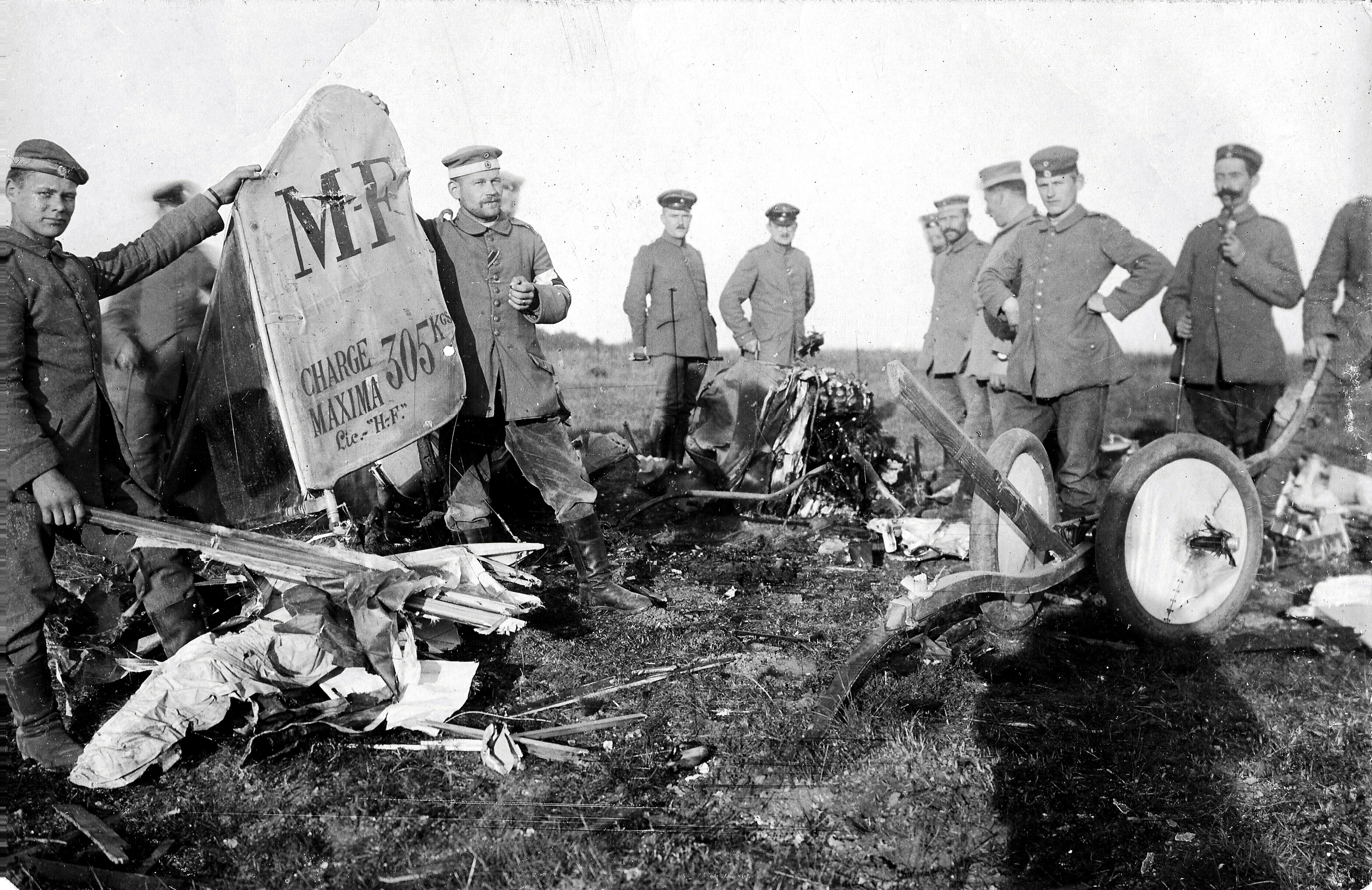
1915年10月10日一群德國士兵圍繞在法國戰機的殘骸旁，該戰機是馮·格萊姆的第一個空戰成果

第一次世界大戰開始，格萊姆在FFA 3b中隊的一架雙人戰機當一名砲兵觀察員。格萊姆宣稱他的第一次勝利是擊落一架雙翼機在1915年10月10日。他也服務於FFA 204中隊中飛越過索姆河。在完成飛行員訓練後，格萊姆於1917年2月加入了FA 46b中隊。格萊姆在之後的1917年4月加入了第34戰鬥機中隊（Jasta 34）中隊。他獲得了擊落敵機的紀錄並在1917年8月16日前成為王牌飛行員。至該日，他累計的戰果總數為7架。但直到1918年2月，他並無新的戰果。2月11日，他拿到無法確認的戰果，在之後的18日他得到第8個戰果。到了1918年3月，他成為第十戰鬥飛行隊的指揮官。他的第九次勝利在1918年3月21日獲得。直到6月18日，他已獲得15個戰果。在1918年6月，格萊姆遭遇到法國戰機布里斯托戰鬥機導致他的飛機損失了整流罩。這次攻擊也同時損害了左邊翼間支柱的上翼，但格萊姆還是設法成功降落。直到1918年8月7日之前，他指揮第九戰鬥飛行隊，也得了他自己的第16次勝利。於8月23日，他與Vizfeldwebel Johan Putz一同成功了擊中一台裝甲車。在9月27日，他得了最後的一次，也是第25次的戰果。格萊姆在1918年10月回到第34戰鬥機中隊，該中隊接收了第1空中聯隊所汰換的飛機，曼弗雷德·冯·里希特霍芬曾以聯隊長身分指揮該聯隊直到他陣亡為止。雖然這些飛機是二手的，但是因為性能優於Jasta 34中隊原本所用的老舊信天翁D戰鬥機與普法爾茨（Pfalz）戰鬥機，所以仍然受到歡迎。格萊姆的最後三次戰果也是在這段時間得到的。

### 戰間期
在第一次世界大戰中，格萊姆共累積了28個戰果，也使他在10月8日獲得了藍馬克斯勳章與巴伐利亞馬克斯·約瑟夫騎士勳章。後者讓他成為一名騎士，獲得光榮的名銜。因此他的名字從「Robert Greim」變成「Robert Ritter von Greim」，其中Ritter為德文的騎士。戰後格萊姆並沒有在德軍中順利找到一個職位，因為當時德國被凡爾賽條約要求裁成10萬人的軍隊。在這之後，他鑽研法律，並成功通過困難的德國律師考試。
1924年，他應當時中國蔣介石政府的要求前往中國廣州，協助成立中國陸軍航空隊。格萊姆與他的家人一同前往，並建立了一所航空學校並謀劃日後創立空軍。格萊姆與理查德·沃爾特、羅伯特·海伯特和沃納·夏洛滕堡一起被蔣介石政府招募，幫助在廣州建立一支最初由孫中山領導的中國空軍。他們乘坐特里爾號於9月13日抵達香港。蘇聯也向中國派遣了軍事顧問，其中包括瓦西里·布柳赫爾和康斯坦丁·羅科索夫斯基，格萊姆在中國期間結識了他們。但他認為中國軍人子弟的身高並不高，因此他曾在信中寫到「中國人無法培養好的飛行員，因為他們連用棒子也無法完全的碰觸到。」（可能因為當代歐洲人對亞洲人無法操作複雜機械的看法）。1925/26 年初左右，他的妻子愛麗絲和兒子休伯特在廣州與格萊姆會合，乘坐科布倫茨號（德語：SS Coblenz）開始旅程。
1927年4月初，格萊姆和家人離開廣州，搭乘西伯利亞鐵路，途經哈爾濱、莫斯科和華沙，於1927年5月1日抵達慕尼黑。在莫斯科，格萊姆未能幫助一位長期的學校朋友和戰爭朋友約瑟夫·羅默與蘇聯建立聯繫。 羅默是共產主義者，也是德國抵抗納粹主義的成員，後來於 1934 年被監禁在達豪集中營。 1939 年，格萊姆幫助羅默出獄。 當羅默於1944年6月19日再次被捕並在人民法院受審，格萊姆無法提供進一步的幫助，羅默被判處死刑並於1944年9月25日執行。
在1933年，格萊姆應戈林邀請加入了重建德國空軍的工作，隨著在蘇聯利佩茨克近郊的秘密航空學校的關閉。1934年他被指派為第一所戰鬥飛行員學校的負責人。在1938年，格萊姆被任命為德國空軍研究機構負責人。之後，他被授予德國第132空軍聯隊紅男爵的指揮官，基地在德贝里茨，以曼弗雷德·冯·里希特霍芬命名的聯隊。

### 第二次世界大戰
當戰爭爆發，格萊姆被給予一航空隊的指揮官，參與了波蘭戰役、挪威戰役、不列顛戰役與巴巴羅薩作戰。
在1942年末，他唯一的兒子休伯特·格萊姆（Hubert Greim），空軍紅男爵聯隊的一名Bf-109戰機飛行員，被列在突尼西亞的失蹤名單，他兒子被皇家澳洲空軍的一名噴火戰鬥機飛行員擊落，但跳傘被俘，關在美國的一個監獄直到戰爭結束。格萊姆最大的戰術成就是在庫爾斯克會戰，這使他獲希特勒頒發橡葉帶劍騎士鐵十字勳章。
在1945年4月26日，蘇聯紅軍已经逼近首都柏林，第三帝國已注定戰敗時，時任空军一級上將的格萊姆與知名女飛行員漢娜·瑞奇應希特勒的命令，駕駛飛機從慕尼黑飛入柏林，他們的偵查機Fi-156被防空砲火擊中，格萊姆的腿部受傷。瑞奇接手後成功迫降於勃蘭登堡門附近蒂爾加滕由親衛隊中將汉斯·鲍尔設置的滑行道 。
希特勒于元首地堡中接見格萊姆，并将格萊姆晉階為空军元帥，他也是納粹德國统治时期最晚受封的元帥。之後格萊姆被希特勒任命為新任空軍總司令以取代擅離職位的戈林。在4月28日，希特勒命令格萊姆離開柏林逮捕企圖擅自向盟軍和談的党卫队全国领袖海因里希·希姆萊。此時由瑞奇駕駛Ar 96教練機與格萊姆成功飛離柏林。從蒂尔加滕區北側接近的紅軍唯恐希特勒逃走，集中火力砲擊，但未擊中。隨後到達海军元帅鄧尼茲的總部，但不久后希特勒在柏林的元首地堡中自杀，德國亦于1945年5月8日正式投降。第二次世界大战欧洲战场宣告结束。
納粹德國投降后，格萊姆在奧地利被美軍逮捕，他對被抓捕的人說「我身為空軍總司令，卻已無空軍」。他擔心自己可能被美軍用來向蘇聯方面交換戰俘，便在1945年5月24日于奧地利薩爾斯堡吞下氰化鉀自殺，终年52岁。